# مطار روش بينا
مطار روش بينا (بالعبرية: שְׂדֵה הַתְּעוּפָה רֹאשׁ פִּינָּה) وأحياناً يسمى مطار محانييم (بالعبرية: שדה התעופה מחניים) هو مطار محلي إسرائيلي، يقع في روش بينا بالقرب من كيبوتس محانييم في الجليل الأعلى المحتل. بني في 1943. يعتبر مطار حيوي في إسرائيل.

## شركات الطيران والوجهات
كانت شركة عايط لخدمات الطيران والسياحة تُشغل رحلات الطيران إلى مطار سدي دوف في تل أبيب. وهو الوجهة الوحيدة التي خدمت روش بينا. لا يوجد حاليًا أي رحلات مجدولة.

## إحصائيات
منذ بداية القرن شهد المطار انخفاضًا في عدد المسافرين، ويرجع ذلك إلى التحسينات الرئيسية التي أجريت على البنية التحتية للطرق في شمالي البلاد منذ سنوات 2000، الأمر الذي جعله بديلًا للخدمة الجوية في المنطقة. (على سبيل المثال تُشغل شركة إيجد خط حافلات رقم 845، الذي يُسافر من روش بينا إلى تل أبيب في حوالي ساعة و45 دقيقة).
| السنة | عدد المسافرين المحليين | عدد عمليات التشغيل |
| ----- | ---------------------- | ------------------ |
| 1999  | 168,915                | 21,647             |
| 2000  | 123,595                | 18,137             |
| 2001  | 127,123                | 19,593             |
| 2002  | 108,016                | 17,926             |
| 2003  | 80,277                 | 15,706             |
| 2004  | 54,764                 | 14,995             |
| 2005  | 45,306                 | 13,149             |
| 2006  | 16,110                 | 11,592             |
| 2007  | 16,790                 | 11,017             |
| 2008  | 19,766                 | 9,703              |
| 2009  | 19,050                 | 7,614              |
| 2010  | 23,067                 | 10,275             |
| 2011  | 15,782                 | 9,273              |
| 2012  | 15,224                 | 9,491              |

## حوادث
- في 19 أبريل 1974 اصطدمت مروحيتان سيكورسكي من طُراز سي إتش-53 سي ستاليون أثناء تحليقهما ببعضهما البعض مُباشرةً فوق المطار، وقد تمكنت إحداهما من الهبوط بأمان، بينما تحطمت الأخرى واشتعلت فيها النيران، ولقي جميع جنود الجيش الإسرائيلي الثمانية الذين كانوا على متنها حتفهم.
- في 4 فبراير 1997 أقلعت مروحيتان سيكورسكي من طُراز سي إتش-53 سي ستاليون من المطار في طريقهما إلى المنطقة الأمنية الإسرائيلية في جنوب لبنان. اصطدمت المروحيتان فوق موشاف شاغر يشوف في شمالي إسرائيل وتحطمتا، مما أسفر عن مقتل جميع جنود الجيش الإسرائيلي على متنهما البالغ عددهم 73.